# Karmazînivka, Svatove
Karmazînivka (în ucraineană Кармазинівка) este un sat în comuna Kovalivka din raionul Svatove, regiunea Luhansk, Ucraina.

## Demografie
Componența lingvistică a localității Karmazînivka
     Ucraineană (97,57%)
     Rusă (2,02%)
Conform recensământului din 2001, majoritatea populației localității Karmazînivka era vorbitoare de ucraineană (97,57%), existând în minoritate și vorbitori de rusă (2,02%).